# Searchlight Pictures
Searchlight Pictures је филмска компанија коју контролише 20th Century Fox, основана 1994. године. 

## 1990-е

### 1996
- Украдена лепота (Stealing Beauty)
- Она је права (She's the One)
- Крв и вино (Blood and Wine)

### 1997
- Осећај госпођице Смиле за снег (Smilla's Sense of Snow)
- До голе коже (The Full Monty)
- Ледена олуја (The Ice Storm)
- Оскар и Лусинда (Oscar and Lucinda)

### 1998
- Shooting Fish
- Породица из предграђа (Slums of Beverly Hills)
- Уљези (The Impostors)
- Бдење Неда Дивајна (Waking Ned)

### 1999
- Сан летње ноћи (A Midsummer Night's Dream)
- Дечаци не плачу (Boys Don't Cry)
- Тит Андроник (Titus)
- Бдење Неда Дивајна (Waking Ned)

## 2000е

### 2000
- Перо (Quills)

### 2001
- Секси звер (Sexy Beast)
- Waking Life
- Супер трупе (Super Troopers)

### 2002
- Добра девојка (The Good Girl)
- Фотографија за један сат (One Hour Photo)
- Антоан Фишер (Antwone Fisher)
- Играј као Бекам (Bend It Like Beckham)

### 2003
- 28 дана касније (28 Days Later)
- Развод на француски начин (Le divorce)
- Тринаест (Thirteen)
- У Америци (In America)
- Сањари (The Dreamers)

### 2004
- Наполеон Динамит (Napoleon Dynamite)
- Garden State
- I Heart Huckabees
- Кинси (Kinseye)
- Странпутице (Sideways)

### 2005
- Милиони (Millions)
- Мелинда и Мелинда (Melinda and Melinda)
- У царству лажи (Separate Lies)
- Варалица (The Ringer)

### 2006
- Брда имају очи (The Hills Have Eyes)
- Хвала што пушите (Thank You for Smoking)
- Мала мис Саншајн (Little Miss Sunshine)
- Последњи краљ Шкотске (The Last King of Scotland)
- Нација брзе хране (Fast Food Nation)
- Генерација за памћење (The History Boys)
- Белешке о скандалу (Notes on a Scandal)

### 2007
- Чини ми се да волим своју жену (I Think I Love My Wife)
- 28 недеља касније (28 Weeks Later)
- Једном (Once)
- Рецепт за живот (Waitress)
- Сунце (Sunshine)
- Воз за Дарџилинг (The Darjeeling Limited)
- Породица Севиџ (The Savages)
- Џуно (Juno)

### 2008
- Господари улице (Street Kings)
- Загрцнут (Choke)
- Тајни живот пчела (The Secret Life of Bees)
- Милионер са улице (Slumdog Millionaire)
- Рвач (The Wrestler)

### 2009
- Моја грчка авантура (My Life in Ruins)
- 500 дана лета (500 Days of Summer)
- Адам (Adam)
- Девојке на точковима (Whip It)
- Амелија (Amelia)
- Лудо срце (Crazy Heart)

## 2010е

### 2010
- Моје име је Кан (My Name Is Khan)
- Наше породично венчање (Our Family Wedding)
- Права љубав (Just Wright)
- Сајрус (Cyrus)
- Не дозволи ми да одем (Never Let Me Go)
- Пресуда (Conviction)
- 127 сати (127 Hours)
- Црни лабуд (Black Swan)

### 2011
- Победник (Win Win)
- Дрво живота (The Tree of Life)
- Уметност препуштања (The Art of Getting By)
- Друга Земља (Another Earth)
- Марта Марси Меј Марлин (Martha Marcy May Marlene)
- Потомци (The Descendants)
- Срам (Shame)

### 2012
- Звук мог гласа (Sound of My Voice)
- The Best Exotic Marigold Hotel
- Звери јужних дивљина (Beasts of the Southern Wild)
- Руби Спаркс (Ruby Sparks)
- Сеансе (The Sessions)
- Хичкок (Hitchcock)

### 2013
- Стокер (Stoker)
- Транс (Trance)
- Исток (The East)
- The Way Way Back
- Све смо рекли (Enough Said)
- Дванаест година ропства (12 Years a Slave)

### 2014
- Гранд Будапест хотел (The Grand Budapest Hotel)
- Дом Хемингвеј (Dom Hemingway)
- Бел (Belle)
- Порекло (I Origins)
- Голгота (Calvary)
- Прљава испорука (The Drop)
- Човек птица (Birdman)
- Дивљина (Wild)